# Laevicytheridea
Laevicytheridea is een geslacht van uitgestorven kreeftachtigen uit de klasse van de Ostracoda (mosselkreeftjes).

## Soort
- Laevicytheridea parallela (Kaye, 1963) Gruendel, 1978 †